# 騰邦國際
深圳市腾邦国际商业服务股份有限公司，（簡稱腾邦国际；老三板：400127，简称：腾邦3；深交所除牌前：300178，简称：腾邦退），於1998年由鍾百勝（董事長）於深圳市福田保税区桃花路腾邦集团大厦5楼（總部）創立，前身為「深圳市钟国城航空服务有限公司」、「深圳市钟国城物流发展有限公司」、「深圳市腾邦国际物流有限公司」，以及「深圳市腾邦国际票务有限公司」。
業務在國內經營从事电子商务，招股價為21.9元人民幣，發行新股為3000萬股，集資額為6.57億元人民幣，股份則在2011年2月15日於深交所創業板上市。
2021年5月6日，由于2020 年年度财务会计报告被出具无法表示意见的审计报告，深交所决定对腾邦国际实施退市风险警示。
由于被实施退市风险警示后首个年度报告（即 2021 年年度报告），腾邦国际被出具无法表示意见的审计报告，经审计的期末净资产为-11.49 亿元，深交所决定公司股票终止上市。2022 年 5 月 31 日起进入退市整理期，最后交易日为 2022 年 6 月 21 日， 2022 年 6 月 22 日被深交所摘牌。

## 連結
- 腾邦国际 （页面存档备份，存于）